# Tadzjikistan i olympiska sommarspelen 2016
Tadzjikistan deltog med sju deltagare vid de olympiska sommarspelen 2016 i Rio de Janeiro. Totalt vann de en guldmedalj.

## Medaljer
| Medalj | Namn            | Sport     | Gren          |
| ------ | --------------- | --------- | ------------- |
| Guld   | Dilshod Nazarov | Friidrott | Släggkastning |

## Boxning
Herrar
| Boxare        | Gren     | Omgång 1             | Omgång 2              | Kvartsfinal          | Semifinal            | Final                | Final            |
| Boxare        | Gren     | Motståndare Resultat | Motståndare Resultat  | Motståndare Resultat | Motståndare Resultat | Motståndare Resultat | Placering        |
| ------------- | -------- | -------------------- | --------------------- | -------------------- | -------------------- | -------------------- | ---------------- |
| Anvar Yunusov | Lättvikt | Shan J (CHN) W 3–0   | Conceição (BRA) L TKO | Gick inte vidare     | Gick inte vidare     | Gick inte vidare     | Gick inte vidare |

## Friidrott
Förkortningar
- Notera– Placeringar avser endast det specifika heatet.
- Q = Tog sig vidare till nästa omgång
- q = Tog sig vidare till nästa omgång som den snabbaste förloraren eller, i fältgrenarna, genom placering utan att nå kvalgränsen
- NR = Nationellt rekord
- N/A = Omgången fanns inte i grenen
- Bye = Idrottaren behövde inte tävla i omgången

Bana och väg
| Idrottare           | Gren               | Heat     | Heat      | Semifinal        | Semifinal        | Final            | Final            |
| Idrottare           | Gren               | Resultat | Placering | Resultat         | Placering        | Resultat         | Placering        |
| ------------------- | ------------------ | -------- | --------- | ---------------- | ---------------- | ---------------- | ---------------- |
| Kristina Pronzhenko | Damernas 200 meter | 25,53    | 8         | Gick inte vidare | Gick inte vidare | Gick inte vidare | Gick inte vidare |

Fältgrenar
| Idrottare       | Gren                    | Kval    | Kval      | Final   | Final     |
| Idrottare       | Gren                    | Distans | Placering | Distans | Placering |
| --------------- | ----------------------- | ------- | --------- | ------- | --------- |
| Dilshod Nazarov | Herrarnas släggkastning | 76,39   | 3 q       | 78,68   | 1         |

## Judo
| Idrottare                   | Gren                       | Omgång 1             | Omgång 2                     | Kvartsfinaler        | Semifinaler          | Återkval             | Final / BM           | Final / BM       |                  |
| Idrottare                   | Gren                       | Motståndare Resultat | Motståndare Resultat         | Motståndare Resultat | Motståndare Resultat | Motståndare Resultat | Motståndare Resultat | Placering        |                  |
| --------------------------- | -------------------------- | -------------------- | ---------------------------- | -------------------- | -------------------- | -------------------- | -------------------- | ---------------- | ---------------- |
| Komronshokh Ustopiriyon     | Herrarnas mellanvikt −90kg | Bye                  | Liparteliani (GEO) L 000–100 | Gick inte vidare     | Gick inte vidare     | Gick inte vidare     | Gick inte vidare     | Gick inte vidare | Gick inte vidare |
| Mukhamadmurod Abdurakhmonov | Herrarnas tungvikt +100kg  | i.u.                 | García (CUB) L 000–100       | Gick inte vidare     | Gick inte vidare     | Gick inte vidare     | Gick inte vidare     | Gick inte vidare | Gick inte vidare |